# Pizatettix
Pizatettix is een geslacht van rechtvleugeligen uit de familie sabelsprinkhanen (Tettigoniidae). De wetenschappelijke naam van dit geslacht is voor het eerst geldig gepubliceerd in 2010 door Chamorro-Rengifo & Braun.

## Soorten
Het geslacht Pizatettix  is monotypisch en omvat slechts de volgende soort:
- Pizatettix sanctaecrucis (Piza, 1973)